# Glenn Östh
Glenn Östh, född 1956 i Bergvik, Gävleborgs län, är en svensk idrottsfunktionär och tidigare bordtennisspelare. åren 1987-1990) var han förbundskapten för svenska bordtennislandslaget. Sedan 1998 har han varit anställd hos Sveriges Olympiska Kommitté, först som projektsamordnare, och sedermera som sportchef.

## Karriär som bordtennisspelare
Som aktiv spelade Östh för Söderhamns UIF och var 1977 motståndare till Jan-Ove Waldner i dennes debutmatch i Allsvenskan som tolvåring, en match som Östh vann. Säsongen 1977–1978 var Östh med när Söderhamns UIF tog hem SM-guldet för lag.

## Karriär som idrottsledare
Som sportchef för Sveriges Olympiska Kommitté uppmärksammades han för att, efter att ha nekat Veronica Wagner en plats i Sveriges gymnastiktrupp inför olympiska sommarspelen 2008 i Peking, utsatts för dödshot via e-post.
| ”                                        | Jag har blivit kallad för könsord och folk har önskat att jag ska dö i en trafikolycka eller flygolycka | „ |
| – Glenn Östh till Expressen, 8 juli 2008 | |   |

## Tränarkarriär
- 1980–1987: Svenska ungdomslandslaget i bordtennis (förbundskapten)
- 1987–1990: Sveriges herrlandslag i bordtennis (förbundskapten)
- 1990–1992: ATSV Saarbrücken
- 1992–1997: Lyckeby BTK
- 1997–1998: Tysklands herrlandslag i bordtennis (förbundskapten)